# Giải vô địch bóng đá châu Âu 2020 (Bảng E)
Bảng E của giải vô địch bóng đá châu Âu 2020 diễn ra từ ngày 14 đến ngày 23 tháng 6 năm 2021 ở sân vận động Krestovsky của Sankt-Peterburg và La Cartuja của Sevilla. Bảng này bao gồm chủ nhà Tây Ban Nha, Thụy Điển, Ba Lan và Slovakia.
Các trận đấu ban đầu được tổ chức tại San Mamés tại Bilbao và sân vận động Aviva tại Dublin. Tuy nhiên, do thiếu sự đảm bảo an toàn cho các khán giả đến sân xem trận đấu vì ảnh hưởng của đại dịch COVID-19, vào ngày 23 tháng 4 năm 2021, UEFA thông báo rằng các trận đấu dự kiến diễn ra tại Bilbao đã được chuyển sang Sevilla, và các trận đấu vòng bảng dự kiến diễn ra tại Dublin đã được chuyển sang Sankt-Peterburg.

## Các đội tuyển
| Vị trí bốc thăm | Đội tuyển             | Nhóm | Tư cách của vòng loại  | Ngày của vòng loại   | Tham dự chung kết | Tham dự cuối cùng | Thành tích tốt nhất lần trước | Bảng xếp hạng vòng loại Tháng 11 năm 2019 | Bảng xếp hạng FIFA Tháng 5 năm 2021 |
| --------------- | --------------------- | ---- | ---------------------- | -------------------- | ----------------- | ----------------- | ----------------------------- | ----------------------------------------- | ----------------------------------- |
| E1              | Tây Ban Nha (chủ nhà) | 1    | Nhất bảng F            | 15 tháng 10 năm 2019 | 11 lần            | 2016              | Vô địch (1964, 2008, 2012)    | 5                                         | 6                                   |
| E2              | Thụy Điển             | 3    | Nhì bảng F             | 15 tháng 11 năm 2019 | 7 lần             | 2016              | Bán kết (1992)                | 17                                        | 18                                  |
| E3              | Ba Lan                | 2    | Nhất bảng G            | 13 tháng 10 năm 2019 | 4 lần             | 2016              | Tứ kết (2016)                 | 8                                         | 21                                  |
| E4              | Slovakia              | 4    | Thắng play-off nhánh B | 12 tháng 11 năm 2020 | 2 lần             | 2016              | Vòng 16 đội (2016)            | 22                                        | 36                                  |

Ghi chú
1. ↑  Bảng xếp hạng tổng thể của vòng loại châu Âu từ tháng 11 năm 2019 đã được sử dụng để phân loại hạt giống cho lễ bốc thăm của vòng chung kết.

## Bảng xếp hạng
| VT | Đội             | ST | T | H | B | BT | BB | HS | Đ | Giành quyền tham dự                 |
| -- | --------------- | -- | - | - | - | -- | -- | -- | - | ----------------------------------- |
| 1  | Thụy Điển       | 3  | 2 | 1 | 0 | 4  | 2  | +2 | 7 | Đi tiếp vào vòng đấu loại trực tiếp |
| 2  | Tây Ban Nha (H) | 3  | 1 | 2 | 0 | 6  | 1  | +5 | 5 | Đi tiếp vào vòng đấu loại trực tiếp |
| 3  | Slovakia        | 3  | 1 | 0 | 2 | 2  | 7  | −5 | 3 |                                     |
| 4  | Ba Lan          | 3  | 0 | 1 | 2 | 4  | 6  | −2 | 1 |                                     |

Trong vòng 16 đội,
- Đội nhất bảng E, Thụy Điển, sẽ giành quyền thi đấu với đội xếp thứ ba của bảng C, Ukraina.
- Đội nhì bảng E, Tây Ban Nha, sẽ giành quyền thi đấu với đội nhì bảng D, Croatia.

## Các trận đấu

### Ba Lan v Slovakia
| Ba Lan        | 1–2      | Slovakia                             |
| ------------- | -------- | ------------------------------------ |
| - Linetty 46' | Chi tiết | - Szczęsny 18' (l.n.) - Škriniar 69' |

| Ba Lan | Slovakia |

| GK               | 1  | Wojciech Szczęsny      |         |     |
| RB               | 18 | Bartosz Bereszyński    |         |     |
| CB               | 15 | Kamil Glik             |         |     |
| CB               | 5  | Jan Bednarek           |         |     |
| LB               | 13 | Maciej Rybus           |         | 74' |
| CM               | 8  | Karol Linetty          |         | 74' |
| CM               | 10 | Grzegorz Krychowiak    | 22' 62' |     |
| CM               | 14 | Mateusz Klich          |         | 85' |
| RF               | 21 | Kamil Jóźwiak          |         |     |
| CF               | 9  | Robert Lewandowski (c) |         |     |
| LF               | 20 | Piotr Zieliński        |         | 85' |
| Cầu thủ dự bị:   |    |                        |         |     |
| MF               | 19 | Przemysław Frankowski  |         | 74' |
| DF               | 26 | Tymoteusz Puchacz      |         | 74' |
| MF               | 16 | Jakub Moder            |         | 85' |
| FW               | 11 | Karol Świderski        |         | 85' |
| Huấn luyện viên: |    |                        |         |     |
| Paulo Sousa      |    |                        |         |     |

| GK               | 1  | Martin Dúbravka  |     |       |
| RB               | 2  | Peter Pekarík    |     | 79'   |
| CB               | 5  | Ľubomír Šatka    |     |       |
| CB               | 14 | Milan Škriniar   |     |       |
| LB               | 15 | Tomáš Hubočan    | 20' |       |
| RM               | 18 | Lukáš Haraslín   |     | 87'   |
| CM               | 19 | Juraj Kucka      |     |       |
| CM               | 25 | Jakub Hromada    |     | 79'   |
| LM               | 20 | Róbert Mak       |     | 87'   |
| SS               | 17 | Marek Hamšík (c) |     |       |
| CF               | 8  | Ondrej Duda      |     | 90+2' |
| Cầu thủ dự bị:   |    |                  |     |       |
| MF               | 13 | Patrik Hrošovský |     | 79'   |
| DF               | 24 | Martin Koscelník |     | 79'   |
| FW               | 21 | Michal Ďuriš     |     | 87'   |
| MF               | 10 | Tomáš Suslov     |     | 87'   |
| MF               | 6  | Ján Greguš       |     | 90+2' |
| Huấn luyện viên: |    |                  |     |       |
| Štefan Tarkovič  |    |                  |     |       |

| Cầu thủ xuất sắc nhất trận: Milan Škriniar (Slovakia) Trợ lý trọng tài: Radu Ghinguleac (România) Sebastian Gheorghe (România) Trọng tài thứ tư: István Kovács (România) Trợ lý trọng tài dự bị: Vasile Marinescu (România) Trọng tài VAR: Marco Di Bello (Ý) Các trợ lý trọng tài VAR: Jérôme Brisard (Pháp) Filippo Meli (Ý) Massimiliano Irrati (Ý) |

### Tây Ban Nha v Thụy Điển
| Tây Ban Nha | 0–0      | Thụy Điển |
| ----------- | -------- | --------- |
|             | Chi tiết |           |

| Tây Ban Nha | Thụy Điển |

| GK               | 23 | Unai Simón      |  |     |
| RB               | 6  | Marcos Llorente |  |     |
| CB               | 24 | Aymeric Laporte |  |     |
| CB               | 4  | Pau Torres      |  |     |
| LB               | 18 | Jordi Alba (c)  |  |     |
| CM               | 8  | Koke            |  | 87' |
| CM               | 16 | Rodri           |  | 66' |
| CM               | 26 | Pedri           |  |     |
| RF               | 11 | Ferran Torres   |  | 74' |
| CF               | 7  | Álvaro Morata   |  | 66' |
| LF               | 19 | Dani Olmo       |  | 74' |
| Cầu thủ dự bị:   |    |                 |  |     |
| MF               | 10 | Thiago          |  | 66' |
| MF               | 22 | Pablo Sarabia   |  | 66' |
| FW               | 21 | Mikel Oyarzabal |  | 74' |
| FW               | 9  | Gerard Moreno   |  | 74' |
| MF               | 17 | Fabián Ruiz     |  | 87' |
| Huấn luyện viên: |    |                 |  |     |
| Luis Enrique     |    |                 |  |     |

| GK               | 1  | Robin Olsen           |     |     |
| RB               | 2  | Mikael Lustig         | 55' | 75' |
| CB               | 3  | Victor Lindelöf       |     |     |
| CB               | 24 | Marcus Danielson      |     |     |
| LB               | 6  | Ludwig Augustinsson   |     |     |
| RM               | 7  | Sebastian Larsson (c) |     |     |
| CM               | 20 | Kristoffer Olsson     |     | 84' |
| CM               | 8  | Albin Ekdal           |     |     |
| LM               | 10 | Emil Forsberg         |     | 84' |
| CF               | 9  | Marcus Berg           |     | 69' |
| CF               | 11 | Alexander Isak        |     | 69' |
| Cầu thủ dự bị:   |    |                       |     |     |
| MF               | 22 | Robin Quaison         |     | 69' |
| MF               | 17 | Viktor Claesson       |     | 69' |
| DF               | 16 | Emil Krafth           |     | 75' |
| MF               | 26 | Jens Cajuste          |     | 84' |
| DF               | 5  | Pierre Bengtsson      |     | 84' |
| Huấn luyện viên: |    |                       |     |     |
| Janne Andersson  |    |                       |     |     |

| Cầu thủ xuất sắc nhất trận: Victor Lindelöf (Thụy Điển) Trợ lý trọng tài: Tomaž Klančnik (Slovenia) Andraž Kovačič (Slovenia) Trọng tài thứ tư: Davide Massa (Ý) Trợ lý trọng tài dự bị: Stefano Alassio (Ý) Trọng tài VAR: Bastian Dankert (Đức) Các trợ lý trọng tài VAR: Chris Kavanagh (Anh) Lee Betts (Anh) Kevin Blom (Hà Lan) |

### Thụy Điển v Slovakia
| Thụy Điển              | 1–0      | Slovakia |
| ---------------------- | -------- | -------- |
| - Forsberg 77' (ph.đ.) | Chi tiết |          |

| Thụy Điển | Slovakia |

| TM                  | 1  | Robin Olsen           |     |       |
| HV                  | 2  | Mikael Lustig         |     |       |
| HV                  | 3  | Victor Lindelöf       |     |       |
| HV                  | 24 | Marcus Danielson      |     |       |
| HV                  | 6  | Ludwig Augustinsson   |     | 88'   |
| TV                  | 7  | Sebastian Larsson (c) |     |       |
| TV                  | 20 | Kristoffer Olsson     | 23' | 64'   |
| TV                  | 8  | Albin Ekdal           |     | 88'   |
| TV                  | 10 | Emil Forsberg         |     | 90+3' |
| TĐ                  | 9  | Marcus Berg           |     | 64'   |
| TĐ                  | 11 | Alexander Isak        |     |       |
| Vào sân thay người: |    |                       |     |       |
| TV                  | 17 | Viktor Claesson       |     | 64'   |
| TV                  | 22 | Robin Quaison         |     | 64'   |
| TV                  | 13 | Gustav Svensson       |     | 88'   |
| HV                  | 5  | Pierre Bengtsson      |     | 88'   |
| HV                  | 16 | Emil Krafth           |     | 90+3' |
| Huấn luyện viên:    |    |                       |     |       |
| Janne Andersson     |    |                       |     |       |

| TM                  | 1  | Martin Dúbravka  | 76' |     |
| HV                  | 2  | Peter Pekarík    |     | 65' |
| HV                  | 5  | Ľubomír Šatka    |     |     |
| HV                  | 14 | Milan Škriniar   |     |     |
| HV                  | 15 | Tomáš Hubočan    |     | 84' |
| TV                  | 19 | Juraj Kucka      |     |     |
| TV                  | 13 | Patrik Hrošovský |     | 84' |
| TV                  | 24 | Martin Koscelník |     |     |
| TV                  | 17 | Marek Hamšík (c) |     | 77' |
| TV                  | 20 | Róbert Mak       |     | 77' |
| TĐ                  | 8  | Ondrej Duda      | 80' |     |
| Vào sân thay người: |    |                  |     |     |
| TV                  | 18 | Lukáš Haraslín   |     | 65' |
| TV                  | 7  | Vladimír Weiss   | 87' | 77' |
| TV                  | 11 | László Bénes     |     | 77' |
| TĐ                  | 21 | Michal Ďuriš     |     | 84' |
| TV                  | 16 | Dávid Hancko     |     | 84' |
| Huấn luyện viên:    |    |                  |     |     |
| Štefan Tarkovič     |    |                  |     |     |

| Cầu thủ xuất sắc nhất trận: Alexander Isak (Thụy Điển) Trợ lý trọng tài: Jan Seidel (Đức) Rafael Foltyn (Đức) Trọng tài thứ tư: Georgi Kabakov (Bulgaria) Trợ lý trọng tài dự bị: Martin Margaritov (Bulgaria) Trọng tài VAR: Marco Fritz (Đức) Các trợ lý trọng tài VAR: Christian Dingert (Đức) Lee Betts (Anh) Stuart Attwell (Anh) |

### Tây Ban Nha v Ba Lan
| Tây Ban Nha  | 1–1      | Ba Lan            |
| ------------ | -------- | ----------------- |
| - Morata 25' | Chi tiết | - Lewandowski 54' |

| Tây Ban Nha | Ba Lan |

| TM                  | 23 | Unai Simón      |       |     |
| HV                  | 6  | Marcos Llorente |       |     |
| HV                  | 24 | Aymeric Laporte |       |     |
| HV                  | 4  | Pau Torres      | 81'   |     |
| HV                  | 18 | Jordi Alba (c)  |       |     |
| TV                  | 8  | Koke            |       | 68' |
| TV                  | 16 | Rodri           | 90+5' |     |
| TV                  | 26 | Pedri           |       |     |
| TĐ                  | 9  | Gerard Moreno   |       | 68' |
| TĐ                  | 7  | Álvaro Morata   |       | 87' |
| TĐ                  | 19 | Dani Olmo       |       | 61' |
| Vào sân thay người: |    |                 |       |     |
| TV                  | 11 | Ferran Torres   |       | 61' |
| TV                  | 17 | Fabián Ruiz     |       | 68' |
| TV                  | 22 | Pablo Sarabia   |       | 68' |
| TĐ                  | 21 | Mikel Oyarzabal |       | 87' |
| Manager:            |    |                 |       |     |
| Luis Enrique        |    |                 |       |     |

| TM                  | 1  | Wojciech Szczęsny      |       |     |
| HV                  | 18 | Bartosz Bereszyński    |       |     |
| HV                  | 15 | Kamil Glik             |       |     |
| HV                  | 5  | Jan Bednarek           |       | 85' |
| TV                  | 21 | Kamil Jóźwiak          | 59'   |     |
| TV                  | 16 | Jakub Moder            | 57'   | 85' |
| TV                  | 14 | Mateusz Klich          | 36'   | 55' |
| TV                  | 26 | Tymoteusz Puchacz      |       |     |
| TĐ                  | 11 | Karol Świderski        |       | 68' |
| TĐ                  | 20 | Piotr Zieliński        |       |     |
| TĐ                  | 9  | Robert Lewandowski (c) | 90+3' |     |
| Vào sân thay người: |    |                        |       |     |
| TV                  | 6  | Kacper Kozłowski       |       | 55' |
| TV                  | 19 | Przemysław Frankowski  |       | 68' |
| TV                  | 3  | Paweł Dawidowicz       |       | 85' |
| TV                  | 8  | Karol Linetty          |       | 85' |
| Huấn luyện viên:    |    |                        |       |     |
| Paulo Sousa         |    |                        |       |     |

| Cầu thủ xuất sắc nhất trận: Jordi Alba (Tây Ban Nha) Trợ lý trọng tài: Alessandro Giallatini (Ý) Fabiano Preti (Ý) Trọng tài thứ tư: Stéphanie Frappart (Pháp) Trợ lý trọng tài dự bị: Mikaël Berchebru (Pháp) Trọng tài VAR: Massimiliano Irrati (Ý) Các trợ lý trọng tài VAR: Marco Di Bello (Ý) Filippo Meli (Ý) Paolo Valeri (Ý) |

### Slovakia v Tây Ban Nha
| Slovakia | 0–5      | Tây Ban Nha                                                                            |
| -------- | -------- | -------------------------------------------------------------------------------------- |
|          | Chi tiết | - Dúbravka 30' (l.n.) - Laporte 45+3' - Sarabia 56' - F. Torres 67' - Kucka 71' (l.n.) |

| Slovakia | Tây Ban Nha |

| TM                  | 1  | Martin Dúbravka   |     |     |
| HV                  | 2  | Peter Pekarík     |     |     |
| HV                  | 5  | Ľubomír Šatka     |     |     |
| HV                  | 14 | Milan Škriniar    |     |     |
| HV                  | 15 | Tomáš Hubočan     |     |     |
| TV                  | 18 | Lukáš Haraslín    |     | 69' |
| TV                  | 19 | Juraj Kucka       |     |     |
| TV                  | 25 | Jakub Hromada     |     | 46' |
| TVV                 | 20 | Róbert Mak        |     | 69' |
| TV                  | 17 | Marek Hamšík (c)  |     | 90' |
| TĐ                  | 8  | Ondrej Duda       | 12' | 46' |
| Vào sân thay người: |    |                   |     |     |
| TV                  | 22 | Stanislav Lobotka |     | 46' |
| TĐ                  | 21 | Michal Ďuriš      |     | 46' |
| TV                  | 7  | Vladimír Weiss    |     | 69' |
| TV                  | 10 | Tomáš Suslov      |     | 69' |
| TV                  | 11 | László Bénes      |     | 90' |
| Huấn luyện viên:    |    |                   |     |     |
| Štefan Tarkovič     |    |                   |     |     |

| TM                  | 23 | Unai Simón          |     |     |
| HV                  | 2  | César Azpilicueta   |     | 77' |
| HV                  | 12 | Eric García         |     | 71' |
| HV                  | 24 | Aymeric Laporte     |     |     |
| HV                  | 18 | Jordi Alba          | 60' |     |
| TV                  | 8  | Koke                |     |     |
| TV                  | 5  | Sergio Busquets (c) | 40' | 71' |
| TV                  | 26 | Pedri               |     |     |
| TĐ                  | 22 | Pablo Sarabia       |     |     |
| TĐ                  | 7  | Álvaro Morata       |     | 66' |
| TĐ                  | 9  | Gerard Moreno       |     | 77' |
| Vào sân thay người: |    |                     |     |     |
| TV                  | 11 | Ferran Torres       |     | 66' |
| TV                  | 10 | Thiago              |     | 71' |
| TV                  | 4  | Pau Torres          |     | 71' |
| TV                  | 20 | Adama Traoré        |     | 77' |
| TĐ                  | 21 | Mikel Oyarzabal     |     | 77' |
| Huấn luyện viên:    |    |                     |     |     |
| Luis Enrique        |    |                     |     |     |

| Cầu thủ xuất sắc nhất trận: Sergio Busquets (Tây Ban Nha) Trợ lý trọng tài: Sander van Roekel (Hà Lan) Erwin Zeinstra (Hà Lan) Trọng tài thứ tư: Stéphanie Frappart (Pháp) Trợ lý trọng tài dự bị: Mikaël Berchebru (Pháp) Trọng tài VAR: Pol van Boekel (Hà Lan) Các trợ lý trọng tài VAR: Kevin Blom (Hà Lan) Christian Gittelmann (Đức) Bastian Dankert (Đức) |

### Thụy Điển v Ba Lan
| Thụy Điển                           | 3–2      | Ba Lan                 |
| ----------------------------------- | -------- | ---------------------- |
| - Forsberg 2', 59' - Claesson 90+4' | Chi tiết | - Lewandowski 61', 84' |

| Thụy Điển | Ba Lan |

| TM                  | 1  | Robin Olsen           |     |     |
| HV                  | 2  | Mikael Lustig         |     | 68' |
| HV                  | 3  | Victor Lindelöf       |     |     |
| HV                  | 24 | Marcus Danielson      | 10' |     |
| HV                  | 6  | Ludwig Augustinsson   |     |     |
| TV                  | 7  | Sebastian Larsson (c) |     |     |
| TV                  | 8  | Albin Ekdal           |     |     |
| TV                  | 20 | Kristoffer Olsson     |     |     |
| TV                  | 10 | Emil Forsberg         |     | 78' |
| TĐ                  | 22 | Robin Quaison         |     | 55' |
| TĐ                  | 11 | Alexander Isak        |     | 68' |
| Vào sân thay người: |    |                       |     |     |
| TV                  | 21 | Dejan Kulusevski      |     | 55' |
| TĐ                  | 9  | Marcus Berg           |     | 68' |
| HV                  | 16 | Emil Krafth           |     | 68' |
| TV                  | 17 | Viktor Claesson       |     | 78' |
| Huấn luyện viên:    |    |                       |     |     |
| Janne Andersson     |    |                       |     |     |

| TM                  | 1  | Wojciech Szczęsny      |     |     |
| HV                  | 18 | Bartosz Bereszyński    |     |     |
| HV                  | 15 | Kamil Glik             | 83' |     |
| HV                  | 5  | Jan Bednarek           |     |     |
| HV                  | 21 | Kamil Jóźwiak          |     | 61' |
| TV                  | 10 | Grzegorz Krychowiak    | 74' | 78' |
| TV                  | 14 | Mateusz Klich          |     | 73' |
| TV                  | 26 | Tymoteusz Puchacz      |     | 46' |
| TV                  | 11 | Karol Świderski        |     |     |
| TV                  | 20 | Piotr Zieliński        |     |     |
| TĐ                  | 9  | Robert Lewandowski (c) |     |     |
| Vào sân thay người: |    |                        |     |     |
| TV                  | 19 | Przemysław Frankowski  |     | 46' |
| TĐ                  | 24 | Jakub Świerczok        |     | 61' |
| TV                  | 6  | Kacper Kozłowski       |     | 73' |
| TV                  | 17 | Przemysław Płacheta    |     | 78' |
| Huấn luyện viên:    |    |                        |     |     |
| Paulo Sousa         |    |                        |     |     |

| Cầu thủ xuất sắc nhất trận: Emil Forsberg (Thụy Điển) Trợ lý trọng tài: Stuart Burt (Anh) Simon Bennett (Anh) Trọng tài thứ tư: Anthony Taylor (Anh) Trợ lý trọng tài dự bị: Gary Beswick (Anh) Trọng tài VAR: Chris Kavanagh (Anh) Các trợ lý trọng tài VAR: Christian Dingert (Đức) Lee Betts (Anh) Stuart Attwell (Anh) |

## Kỷ luật
Điểm đoạt giải phong cách được sử dụng như một tiêu chí nếu đối đầu và kỷ lục tổng thể của các đội tuyển được cân bằng (và nếu một loạt sút luân lưu không được áp dụng như một tiêu chí). Chúng được tính dựa trên các thẻ vàng và thẻ đỏ nhận được trong tất cả các trận đấu của bảng như sau:
- thẻ vàng = 1 điểm
- thẻ đỏ do hai thẻ vàng = 3 điểm
- thẻ đỏ trực tiếp = 3 điểm
- thẻ vàng tiếp theo là thẻ đỏ trực tiếp = 4 điểm

Chỉ có một trong các khoản khấu trừ trên được áp dụng cho một cầu thủ trong một trận đấu.
| Đội tuyển   | Trận 1   | Trận 1                                    | Trận 1 | Trận 1            | Trận 2   | Trận 2                                    | Trận 2 | Trận 2            | Trận 3   | Trận 3                                    | Trận 3 | Trận 3            | Điểm |
| Đội tuyển   | Thẻ vàng | Thẻ vàng · Thẻ vàng-đỏ (thẻ đỏ gián tiếp) | Thẻ đỏ | Thẻ vàng · Thẻ đỏ | Thẻ vàng | Thẻ vàng · Thẻ vàng-đỏ (thẻ đỏ gián tiếp) | Thẻ đỏ | Thẻ vàng · Thẻ đỏ | Thẻ vàng | Thẻ vàng · Thẻ vàng-đỏ (thẻ đỏ gián tiếp) | Thẻ đỏ | Thẻ vàng · Thẻ đỏ | Điểm |
| ----------- | -------- | ----------------------------------------- | ------ | ----------------- | -------- | ----------------------------------------- | ------ | ----------------- | -------- | ----------------------------------------- | ------ | ----------------- | ---- |
| Thụy Điển   | 1        |                                           |        |                   | 1        |                                           |        |                   | 1        |                                           |        |                   | −3   |
| Tây Ban Nha |          |                                           |        |                   | 2        |                                           |        |                   | 2        |                                           |        |                   | −4   |
| Slovakia    | 1        |                                           |        |                   | 3        |                                           |        |                   | 2        |                                           |        |                   | −6   |
| Ba Lan      |          | 1                                         |        |                   | 4        |                                           |        |                   | 2        |                                           |        |                   | −9   |